# Frankenfels
Frankenfels is een gemeente in de Oostenrijkse deelstaat Neder-Oostenrijk, gelegen in het district Sankt Pölten-Land (PL). De gemeente heeft ongeveer 2040 inwoners. Burgemeesters is Herbert Winter.

## Geografie

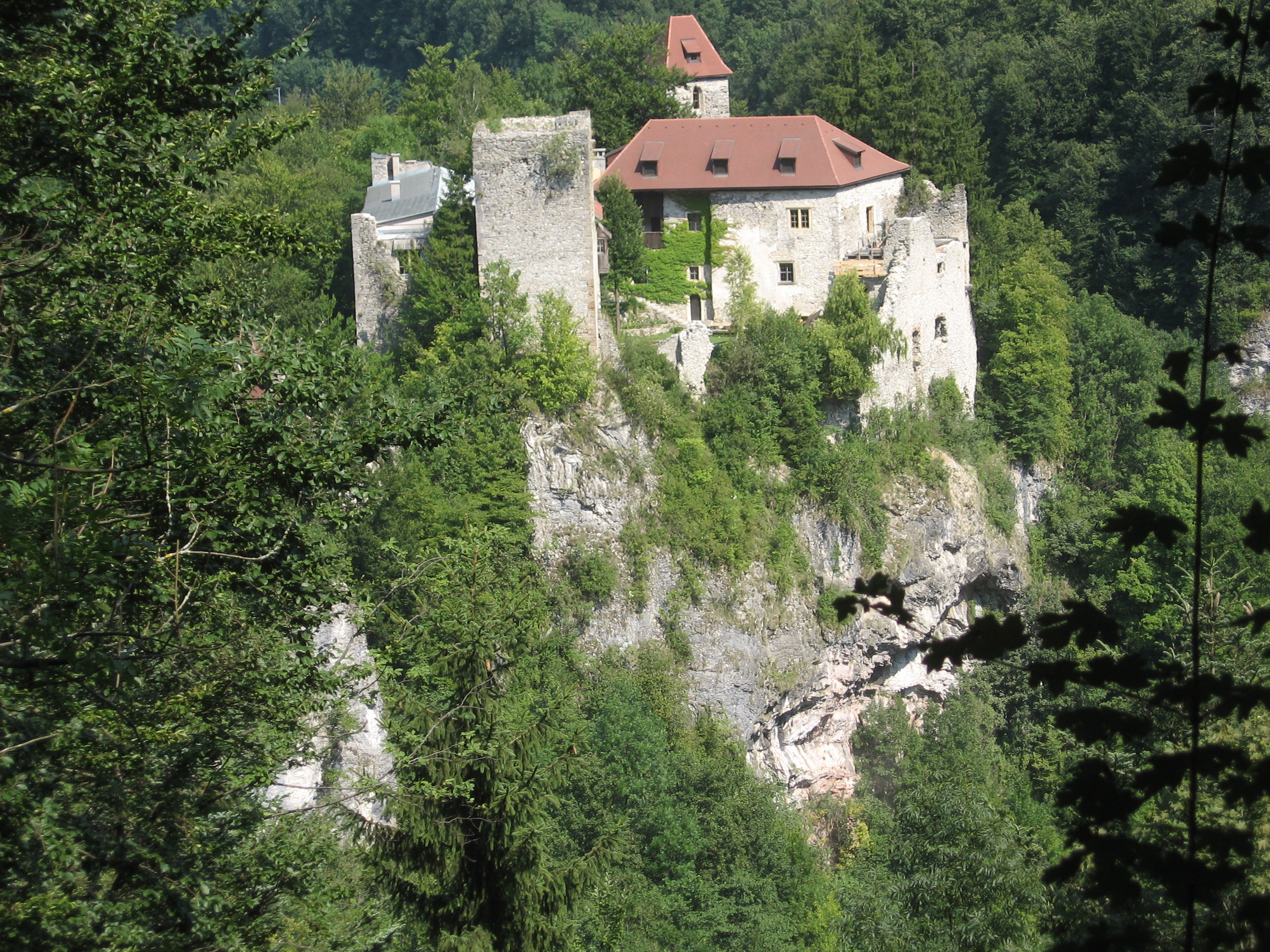
Slot

Frankenfels heeft een oppervlakte van 56,11 km². Het ligt in het noordoosten van het land, ten westen van de hoofdstad Wenen en in de buurt van de deelstaathoofdstad Sankt Pölten.
Altlengbach · Asperhofen · Böheimkirchen · Brand-Laaben · Eichgraben · Frankenfels · Gerersdorf · Hafnerbach · Haunoldstein · Herzogenburg · Hofstetten-Grünau · Inzersdorf-Getzersdorf · Kapelln · Karlstetten · Kasten bei Böheimkirchen · Kirchberg an der Pielach · Kirchstetten · Loich · Maria-Anzbach · Markersdorf-Haindorf · Michelbach · Neidling · Neulengbach · Neustift-Innermanzing · Nußdorf ob der Traisen · Ober-Grafendorf · Obritzberg-Rust · Perschling · Prinzersdorf · Pyhra · Rabenstein an der Pielach · Schwarzenbach an der Pielach · St. Margarethen an der Sierning · Statzendorf · Stössing · Traismauer · Weinburg · Wilhelmsburg · Wölbling
- Gemeinsame Normdatei: 4216966-5
- Virtual International Authority File: 243504745
- WorldCat: E39PCjJbrjQBqR78T8WdKHBFDm